# 康文成
康贵（1010年—1071年5月10日），字文成，辽朝官员。
康文成是西域康国人的后裔，在辽国官至银青崇禄大夫、檢校尚书右仆射、兼殿中侍御史、骁骑尉、东平县开国男，食邑三百户。咸雍七年四月初八日（1071年5月10日），去世，时年六十二岁。在中京大定府镇国寺北街出廓火葬，六月二十九日，至燕京宛平縣矾村西北乡安葬，与其祖父康廷遂、祖母孟氏、父亲康守怜、母亲李氏、杨氏，三弟康文俊与妻耿氏同葬家族墓园里。